# Camarate (Rebsorte)
Camarate ist eine autochthone Rotweinsorte aus Portugal. Ihr Anbau wird in den Gebieten Beira Litoral, Ribatejo und Oeste empfohlen. Darüber hinaus ist sie in den Gebieten Trás-os-Montes, Beira Interior und den Azoren zugelassen. Heute beträgt die bestockte Fläche in Portugal ca. 690 Hektar, nachdem sie im Jahr 1989 noch bei 947 Hektar lag. Bis im 19. Jahrhundert war die Sorte sehr beliebt. Aufgrund ihrer Anfälligkeit gegen den Echten Mehltau sowie die Rohfäule nehmen die Bestände jedoch stetig ab.
Die Sorte erbringt dunkelrote, tanninbetonte, fruchtige Rotweine mit Aromen von Waldbeeren, Himbeeren und Gewürzen.
Eine Überprüfung mittels DNA-Analyse ergab, dass die Rebsorte eine Kreuzung der Sorten Cayetana Blanca x Alfrocheiro Preto ist Camarate ist aufgrund der gleichen Kreuzungspartner mit den Sorten Malvasia Preta, Mouraton, Cornifesto Tinto und Periquita verwandt.

## Ampelographische Sortenmerkmale
In der Ampelographie wird der Habitus folgendermaßen beschrieben:
- Die Triebspitze ist offen. Sie ist weißwollig behaart. Die gelblichen, bronzefarben gefleckten Jungblätter sind leicht wollig behaart.
- Die mittelgroßen Blätter sind fünflappigund und wenig ausgeprägt gebuchtet. Die Stielbucht ist geschlossen. Das Blatt ist stumpf gezahnt. Die Zähne sind im Vergleich der Rebsorten eng  gesetzt. Die Blattoberfläche (auch Spreite genannt) ist meist glatt und nur in der Nähe des Stielansatzes leicht blasig.
- Die walzenförmige Traube ist klein bis mittelgroß, leicht geschultert und dichtbeerig. Die rundlichen Beeren sind mittelgroß und von blau-schwarzer Farbe.

Die früh austreibende Rebsorte reift ca. 10 – 12 Tage nach dem Gutedel und gilt somit innerhalb der roten Rebsorten als früh reifend, so dass sie auch in den verhältnismäßig kühlen Lagen des Nordens in Portugal ausreifen kann.
Camarate ist eine Varietät der Edlen Weinrebe (Vitis vinifera). Sie besitzt zwittrige Blüten und ist somit selbstfruchtend. Beim Weinbau wird der ökonomische Nachteil vermieden, keinen Ertrag liefernde, männliche Pflanzen anbauen zu müssen.

## Synonyme
Die Rebsorte Camarate ist auch unter den Namen Bairrada, Caccalho, Camarate Tinto, Cascalho, Casculho, Castelão da Bairrada, Castelão  Nacional, Castelão do Nosso, Castelão Nosso, Maroto, Morete, Moreto de Soure, Moreto do Douro, Mortágua, Mortágua de vide preta, Mouro Negro, Mureto, Negru Mouro, Negru Mouro, Preto Mouro und Vide Preta bekannt.